# 大坡 (新加坡)
大坡，指的是新加坡新加坡河以南的市区（以北稱作小坡）。包括丹戎巴葛，牛车水、芳林、直落亞逸、合樂等地区。該地區是早期華人移民聚居的地點，有較多的華人街道的特色，許多街道也以著名華人來命名。